# Беземчук Дмитро Гнатович
Дмитро Гнатович Беземчук (1899 — ?) — радянський партійний діяч, секретар Київського міського комітету КП(б)У із машинобудування.

## Біографія
Член ВКП(б).
Перебував на відповідальній партійній роботі.
24 квітня — вересень 1941 року — секретар Київського міського комітету КП(б)У із машинобудування (оборонної промисловості).
Під час німецько-радянської війни у вересні 1941 року потрапив в оточення в районі села Баришівки (міста Березані) та опинився в німецькому полоні, звідки втік 4 жовтня 1941 року до Києва. Працював в артілі «Транспортник» та у «Будівельному товаристві» в Києві. У лютому 1943 року встановив зв'язок із учасниками радянської підпільної організації в Києві, а через них із зв'язківцями партизанського загону, який діяв у Київській області.
18 листопада 1943 року заарештований Управлінням НКВС по Київській області. Підозрювався у шпигунстві на користь Німеччини та зрадництві. За постановою Особливої наради при НКВС СРСР 25 листопада 1944 року засуджений до 8-ми років виправно-трудових таборів.
Ухвалою Військового трибуналу Київського військового округу від 22 травня 1956 року кримінальна справа Дмитра Беземчука припинена за недоведеністю обвинувачення.

## Родина
Дружина — Толкачова Раїса Іванівна.